# 戦争 (トランプゲーム)
戦争（せんそう）とは、トランプにおける遊び方の一つ。2人以上で遊ぶ。運の要素が非常に強いゲームである。

## 遊び方
- ジョーカーを除く52枚のカードを裏向きで全員に均等に配り、それぞれのプレイヤーが、自分のカードを裏向きのまま重ねて山を作る。（これを手札とする。）全員の準備が整ったらゲームを始める。(3人の場合、2♠を抜くか、JOKERを2枚入れる。5人の場合、2♠と、2♥を抜く。)
- 何らかのかけ声と共に、全員が手札の一番上のカードを表向きに場に出す。最も強いカードを出したプレイヤーが勝者となり、場札をすべてとることができる。（A→K→Q→J→10→・・・→3→2の順に強い。スート（マーク）は関係なし。）
- 勝者がとった場札は手元に置いておき、手札が少なくなった際によく切って手札に加える。
- もし複数のプレイヤーが同じ強さのカードを出した場合は、そのプレイヤー達だけで再度新しいカードを出し、強弱を競う。2回目も同じならば3回目というように、勝負がつくまで競う。その際の勝者は場のカード全てをとることができる。
- このようにして続けていき、誰かの手札がなくなったら終了。その時点の手札の枚数の多さで順位を決定する。

### 変則的ルール
- 「2人用のゲーム」とルールとして定めている場合もある。
- ジョーカーを最強のカードとして加える（その場合は、ナポレオンの「ジョーカー請求」のようにジョーカーよりも3の方が強い、また、大富豪と同じでAよりも2の方が強い[1]というルールもある）場合や、キングを最も強いカードとすることもある。
- 出された同じ強さのカードがAの場合、「A♠」は「世界一」と呼ばれ、無条件で場札をとることが出来る。
- 複数のプレイヤーが同じ強さのカードを出した場合、裏にしたカードを予め決められた枚数を出し、最後の1枚を表にして強弱を競う。勝者は場に出された札をすべてとることが出来る。
- 共通ルールとして、Aに勝てる数字は2～7までとする。（ジョーカーを入れる場合もAと同じ扱いとする）

## 遊び方2
- ジョーカー2枚を含む54枚のカード
- 定の枚数裏向きに均等に配る。配り残ったカードは、山札として場に置く。それぞれのプレイヤーは自分のカードの中で最も強いカードを表にし、残りのカードは裏にする。順番を決めてゲームスタートとなる。
- まず、1番の人は山札から1枚をひき、誰かの裏向きのカードを表にして攻撃する。攻撃側のカードが強かったら防御側の攻撃したカードを捨て、別のカードを攻撃する。この攻撃で結果がどうなってもそのカードを捨てる。防御側の攻撃したカードが強かったら自分の攻撃したカードを捨てる。強さが同じだったら、両方捨てる。これを順番に繰り返す。
- 攻撃する相手に表のカードだけになったら表のカードを攻撃する。勝負に攻撃側が勝っても、防御側のカードは捨てずにタップする。もう1度攻撃しないと捨てられない。
- 全てのカードが無くなったら負けで、最後まで残った人が勝ちとなる。